# Фрайдей-Гарбор (Вашингтон)
Фрайдей-Гарбор (англ. Friday Harbor) — місто (англ. town) в США, в окрузі Сан-Хуан штату Вашингтон. Населення — 2613 особи (2020).

## Географія
Фрайдей-Гарбор розташований за координатами 48°32′2″ пн. ш. 123°1′8″ зх. д. / 48.53389° пн. ш. 123.01889° зх. д. (48.533947, -123.018995).  За даними Бюро перепису населення США в 2010 році місто мало площу 5,60 км², з яких 5,42 км² — суходіл та 0,19 км² — водойми.

### Клімат
| Клімат : Фрайдей-Гарбор | Клімат : Фрайдей-Гарбор | Клімат : Фрайдей-Гарбор | Клімат : Фрайдей-Гарбор | Клімат : Фрайдей-Гарбор | Клімат : Фрайдей-Гарбор | Клімат : Фрайдей-Гарбор | Клімат : Фрайдей-Гарбор | Клімат : Фрайдей-Гарбор | Клімат : Фрайдей-Гарбор | Клімат : Фрайдей-Гарбор | Клімат : Фрайдей-Гарбор | Клімат : Фрайдей-Гарбор | Клімат : Фрайдей-Гарбор |
| Показник                | Січ.                    | Лют.                    | Бер.                    | Квіт.                   | Трав.                   | Черв.                   | Лип.                    | Серп.                   | Вер.                    | Жовт.                   | Лист.                   | Груд.                   | Рік                     |
| Абсолютний максимум, °C | 18,3                    | 18,9                    | 24,4                    | 25,6                    | 30,6                    | 31,7                    | 33,3                    | 31,7                    | 30,6                    | 25,0                    | 19,4                    | 18,3                    | 33,3                    |
| Середній максимум, °C   | 8,3                     | 9,4                     | 11,7                    | 14,4                    | 17,2                    | 19,4                    | 21,7                    | 21,7                    | 19,4                    | 15,0                    | 10,0                    | 7,8                     | 14,7                    |
| Середній мінімум, °C    | 2,2                     | 2,2                     | 3,3                     | 5,0                     | 7,2                     | 8,9                     | 10,6                    | 10,6                    | 8,9                     | 6,7                     | 3,3                     | 1,1                     | 5,9                     |
| Абсолютний мінімум, °C  | −22,2                   | −20                     | −12,2                   | −2,2                    | −0,6                    | 2,8                     | 4,4                     | 3,3                     | 0,0                     | −3,3                    | −15,6                   | −16,7                   | −22,2                   |
| Норма опадів, мм        | 100                     | 63                      | 59                      | 48                      | 46                      | 33                      | 20                      | 27                      | 34                      | 75                      | 122                     | 90                      | 717                     |
| ----------------------- | ----------------------- | ----------------------- | ----------------------- | ----------------------- | ----------------------- | ----------------------- | ----------------------- | ----------------------- | ----------------------- | ----------------------- | ----------------------- | ----------------------- | ----------------------- |
| Джерело:                |                         |                         |                         |                         |                         |                         |                         |                         |                         |                         |                         |                         |                         |

## Демографія
Згідно з переписом 2010 року, у місті мешкали 2162 особи в 1015 домогосподарствах у складі 481 родини. Густота населення становила 386 осіб/км².  Було 1273 помешкання (227/км²).
Расовий склад населення:
| - 83,1 % — білих - 2,0 % — азіатів - 0,5 % — корінних американців - 0,3 % — чорних або афроамериканців - 0,1 % — вихідців з тихоокеанських островів - 10,9 % — осіб інших рас |

До двох чи більше рас належало 3,1 %. Частка іспаномовних становила 15,9 % від усіх жителів.
За віковим діапазоном населення розподілялося таким чином: 22,6 % — особи молодші 18 років, 60,4 % — особи у віці 18—64 років, 17,0 % — особи у віці 65 років та старші. Медіана віку мешканця становила 41,3 року. На 100 осіб жіночої статі у місті припадало 89,5 чоловіків;  на 100 жінок у віці від 18 років та старших — 86,2 чоловіків також старших 18 років.
Середній дохід на одне домашнє господарство  становив 57 462 долари США (медіана — 44 036), а середній дохід на одну сім'ю — 74 559 доларів (медіана — 60 656). Медіана доходів становила 43 125 доларів для чоловіків та 35 288 доларів для жінок. За межею бідності перебувало 12,5 % осіб, у тому числі 12,8 % дітей у віці до 18 років та 8,8 % осіб у віці 65 років та старших.
Цивільне працевлаштоване населення становило 1115 осіб. Основні галузі зайнятості: мистецтво, розваги та відпочинок — 21,3 %, освіта, охорона здоров'я та соціальна допомога — 20,2 %, роздрібна торгівля — 11,6 %, будівництво — 9,8 %.